# غامبيا
جمهورية غامبيا (بالإنجليزية: Republic of The Gambia)، إحدى دول الغرب الأفريقي. هي أصغر دولة في البر الرئيسي لقارة أفريقيا ويحدها من الشمال والشرق والجنوب السنغال، ويخترقها نهر غامبيا الذي يصب في المحيط الأطلسي الذي يحد البلاد من الغرب. تم تحديد حدودها بحيث تمتد 10 كيلومترات على جانبي نهر غامبيا.

## التاريخ

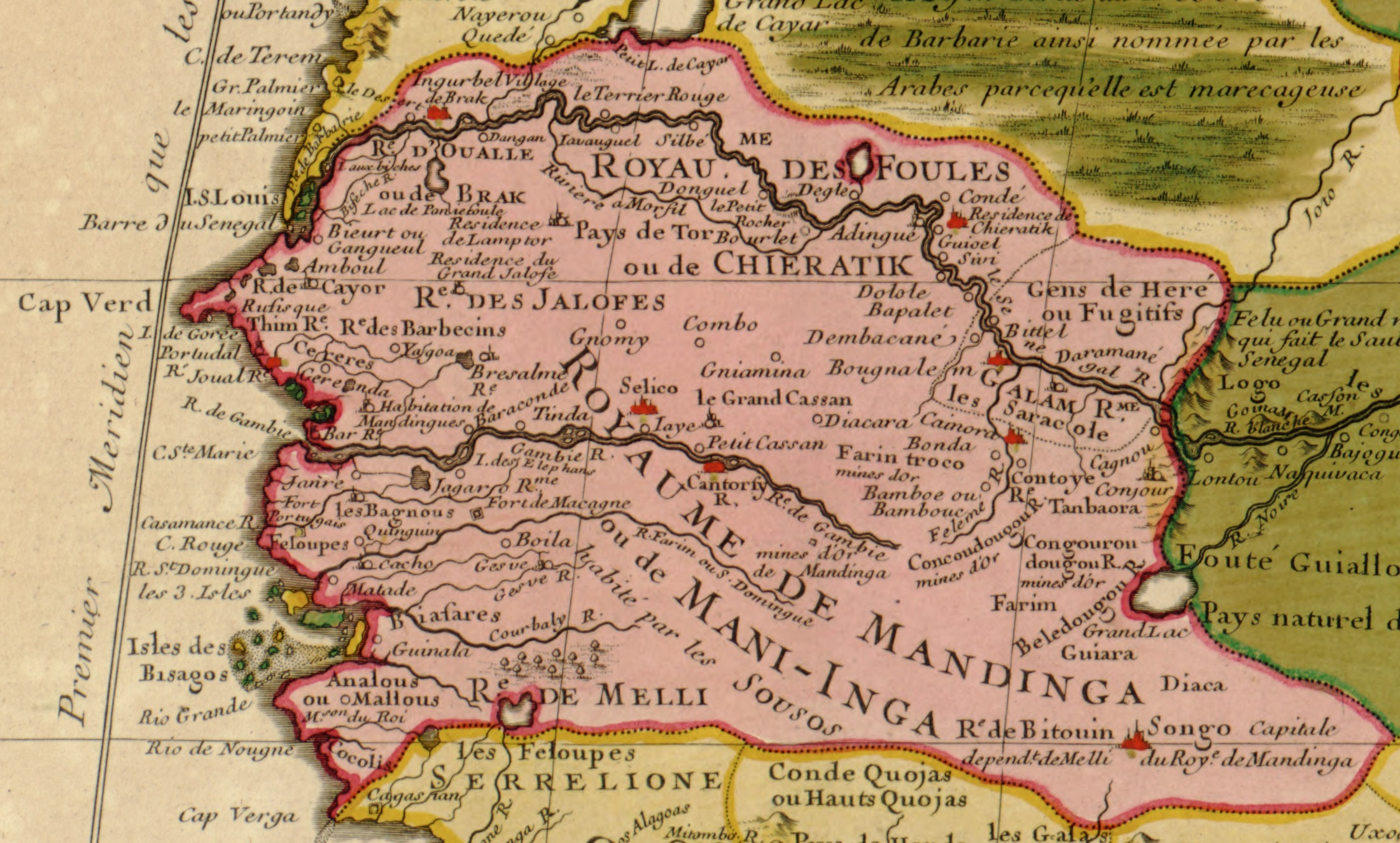
خريطة لغرب أفريقيا (1707)

يعتقد المؤرخون أن تاريخ الاستيطان على ضفاف نهر غامبيا قد بدأ منذ 2.000 سنة قبل الميلاد. بالإضافة إلى أن البحار «هانو» القرطاجي قد كتب عن غامبيا في كتاباته التي دونها عن رحلاته في عام 470 قبل الميلاد.
دخلتها قبائل الألوف والمالينكي والفولاني في القرن الثالث عشر لتستقر في سهولها وعلى ضفاف النهر. وفي القرن الرابع عشر أصبحت غامبيا جزءا من إمبراطورية مالي الإسلامية التي كانت تتمركز في شمال شرق البلاد. شاهد البرتغاليون نهر غامبيا لأول مرة في عام 1455. وفي القرن السابع عشر أنشأ البريطانيون والفرنسيون مستوطنات صغيرة على النهر، وكان الرق هو المصدر الرئيسي للدخل إلى أن ألغى في 1807. بعد أن احتدم التنافس البريطاني الفرنسي على المنطقة، سيطرة بريطانيا بمقتضى معاهدة فرساي (1783) على الموقع. وفي عام 1843 أصبحت غامبيا مستعمرة للتاج البريطاني.
نالت استقلالها من المملكة المتحدة عام 1965؛ كملكية دستورية داخل نطاق الكومنويلث البريطاني، وتولّي داودا جاوارا من حزب الشعب التقدمي رئاسة الوزارة على رأس نظام ديمقراطي يطبق التعددية الحزبية، وفي عام 1970 أصبحت البلاد جمهورية وتولّى جاوارا رئاستها.
وفي عام 1981 وقعت محاولة انقلابية تم إحباطها بمساعدة السنيغال. وتم بعد ذلك تشكيل اتحاد لفترة قصيرة بين غامبيا والسنغال أطلق عليه اسم سينيغامبيا وذلك في الفترة ما بين 1982 و1989. وفي عام 1991، وقعت الدولتان معاهدة تعاون وصداقة بينهما.
في عام 1994 حدث انقلاب عسكري أسقط الرئيس وأوقف النشاط السياسي، ولكن دستور عام 1996 والانتخابات الرئاسية التي تلاها اقتراع برلماني عام 1997 قاما باسترجاع اسمي للوضع المدني. أقامت البلاد بعد ذلك دورة أخرى من الانتخابات الرئاسية والتشريعية في أواخر 2001 وبدايات 2002.

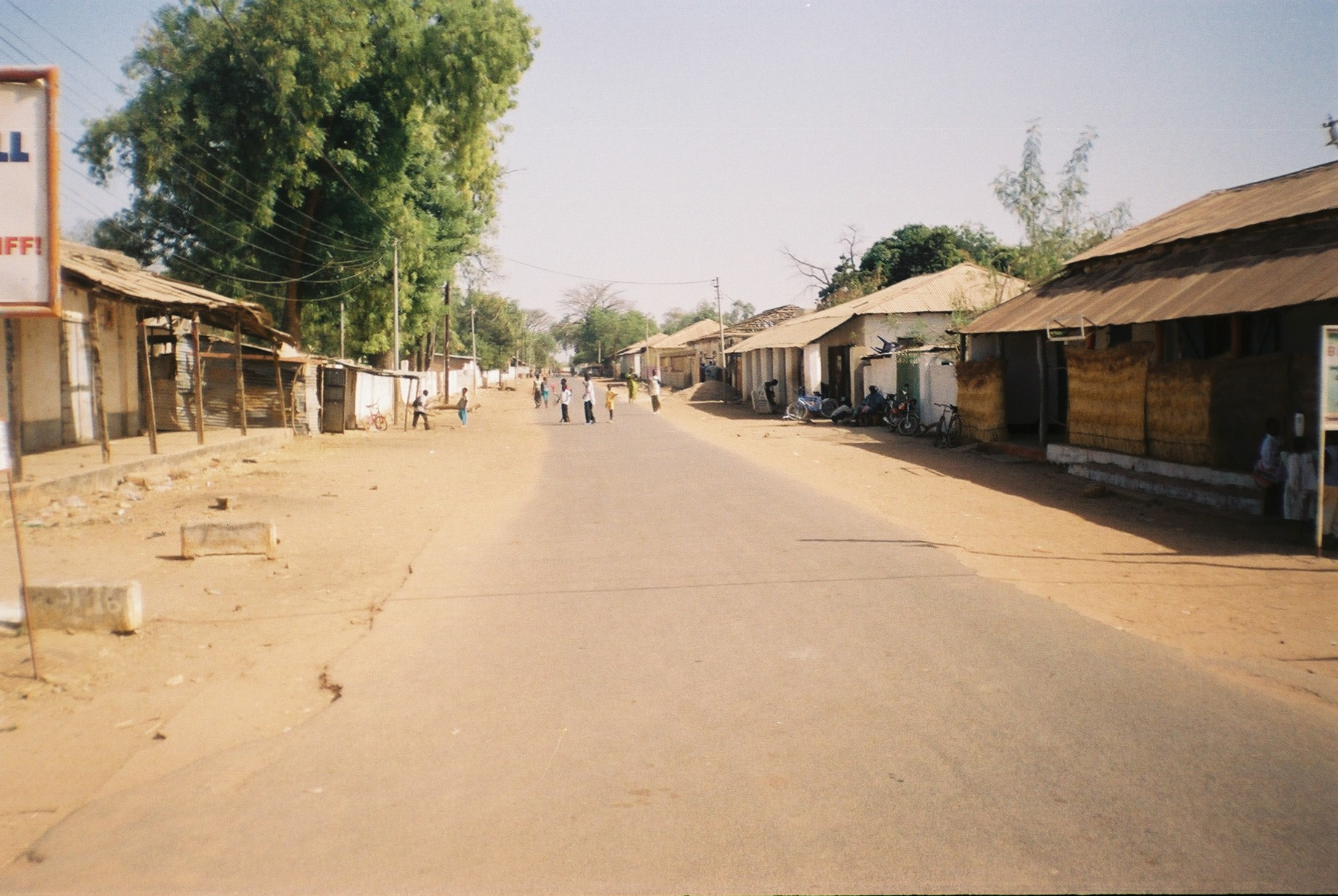
جانجانبوره (جورج تاون)

وبتاريخ 11 ديسمبر 2015 أعلن الرئيس يحيى جامع تحويل دولته إلى جمهورية إسلامية في خطوة قال إنها تهدف إلى تخلص بلاده بشكل أكبر من ماضيها الاستعماري، معتبراً أنه طالما المسلمون يمثلون الأغلبية في البلد (90٪)، فإن غامبيا لا تستطيع «مواصلة الإرث الاستعماري». فيما طمئن الأقلية المسيحية باحترام ديانتهم وحرية معتقداتهم، كما ذكر أنه من حق النساء لبس ما يشئن وأنه لا وجود لشرطة دينية في بلاده.

## أهم المدن
تنقسم غامبيا إلى 5 أقسام ومدينة واحدة. هذه الأقسام أُنشئت بواسطة اللجنة الانتخابية المستقلة وفقا للمادة 192 من الدستور الوطني. وهذه الأقسام هي:
- النهر السفلى (مانسا كونكو)
- النهر الأوسط (جانجانبوريه)
- النهر العلوي (باسي)
- القسم الغربي (بريكاما)
- الضفة الشمالية (كيريوان)
- بانجول، العاصمة، بانجول، تم تصنيفها بأنها مدينة. الأقسام بدورها قسمت إلى 37 حي، منها كومبو سان ماري ربما تكون دمجت إداريا مع منطقة بانجول الكبرى.

## الجغرافيا

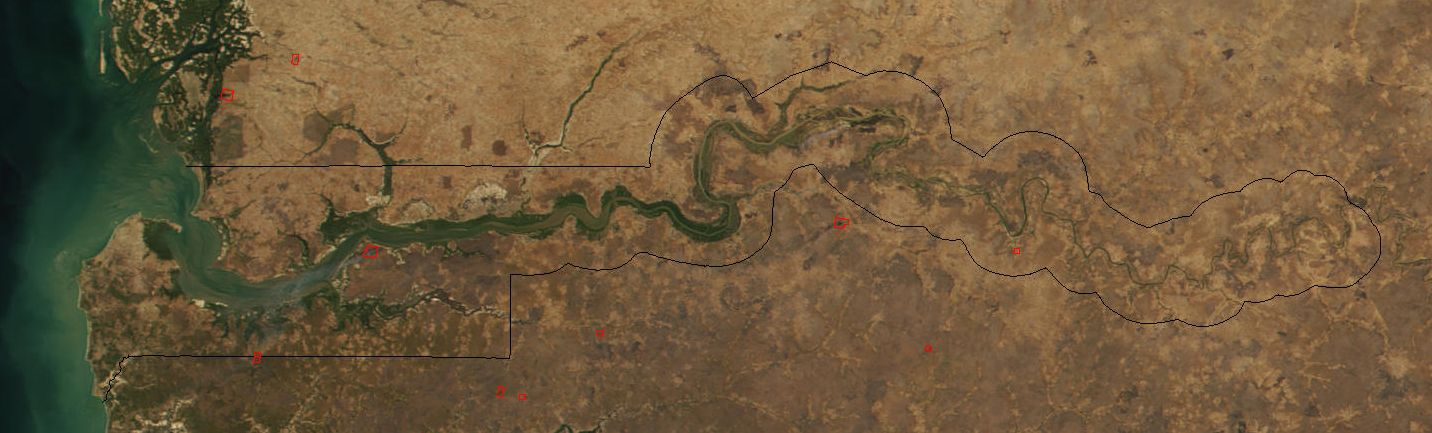
صورة فضائية لغامبيا

غامبيا بلد صغيرة حدودها مستشفة من ضفاف نهر غامبيا. أعرض نقطه في البلد لا تتعدى 48 كم، والمساحة الكلية للبلد 11,300 كم2. 1,300 كم2 من مساحة البلد مغطاة بالماء. جميع حدود البلد المتكونة من 740 كم تشترك مع السنغال ما عدا الحد الغربي بطول 80 كم من ساحل المحيط الأطلسي. غامبيا أصغر بلد في البر الرئيسي لقارة أفريقيا.
جميع الحدود الحالية تم تحديدها بعد الاتفاقية التي تمت بين المملكة المتحدة وفرنسا في 1889. وأعطت فرنسا 320 كم من نهر غامبيا لتضع حدوده. بدأ وضع الحدود في 1891، واستغرقت عملية رسم الحدود حوالي 15 سنة.
تمتد أراضي غامبيا على هيئة لسان أرضي، نشأ بفعل فيضانات نهر غامبيا الذي يعبرها طولاً، يمتد هذا اللسان بطول 300 كم، ولا يزيد أقصى عرض له عن 50 كم، ينبع النهر من غينيا، ويسلك طريقًا متعرجاً عبر أراضي غامبيا قبل أن يصب أخيراً في المحيط الأطلسي.
تمتد المستنقعات التي تنتشر بها الشجيرات الاستوائية على طول ضفاف النهر بدءًا من الساحل باتجاه وسط غامبيا، وخلف هذه المستنقعات تقع مناطق تتصلب أراضيها في مواسم الجفاف، بينما تتحول إلى مستنقعات خلال موسم الأمطار.
تتجمع المياه المالحة الناجمة عن المد والجزر بالقرب من الساحل، وتختلط مع المياه التي تحملها فيضانات نهر غامبيا، وتقضي هذه المياه المالحة التي يطلق عليها اسم بانتو فارو على التربة، وتمتد خلفها سهول رملية، على جانبي النهر باتجاه أراضي السنغال، وتغمر مياه النهر بعض المناطق الداخلية خلال موسم الأمطار والتي تستغل في زراعة الأرز. مناخ غامبيا مداري بصفة عامة، فهو حار رطب مطير من يونيو إلى نوفمبر، وبارد جاف من نوفمبر إلى مايو.

## التقسيمات الإدارية
تنقسم إلى خمسة أقسام رئيسة هي:
1. القسم الغربي، وعاصمته (بريكاما)
2. قسم أدنى النهر، وعاصمته مانسا كونكو
3. قسم مكارتي أيلند، وعاصمته جورج تاون
4. قسم أعالي النهر وعاصمته «باسر»
5. قسم الضفة الشمالية وعاصمته «كيرام»
6. قسم المنطقة العمرانية

وهناك منطقتان عمرانيتان لا تنضويان تحت هذا التقسيم وهما:
- أ) مقاطعة كاتفنج العمرانية.
- ب) مدينة البغال جزيرة سنت ميري.

## السياسة

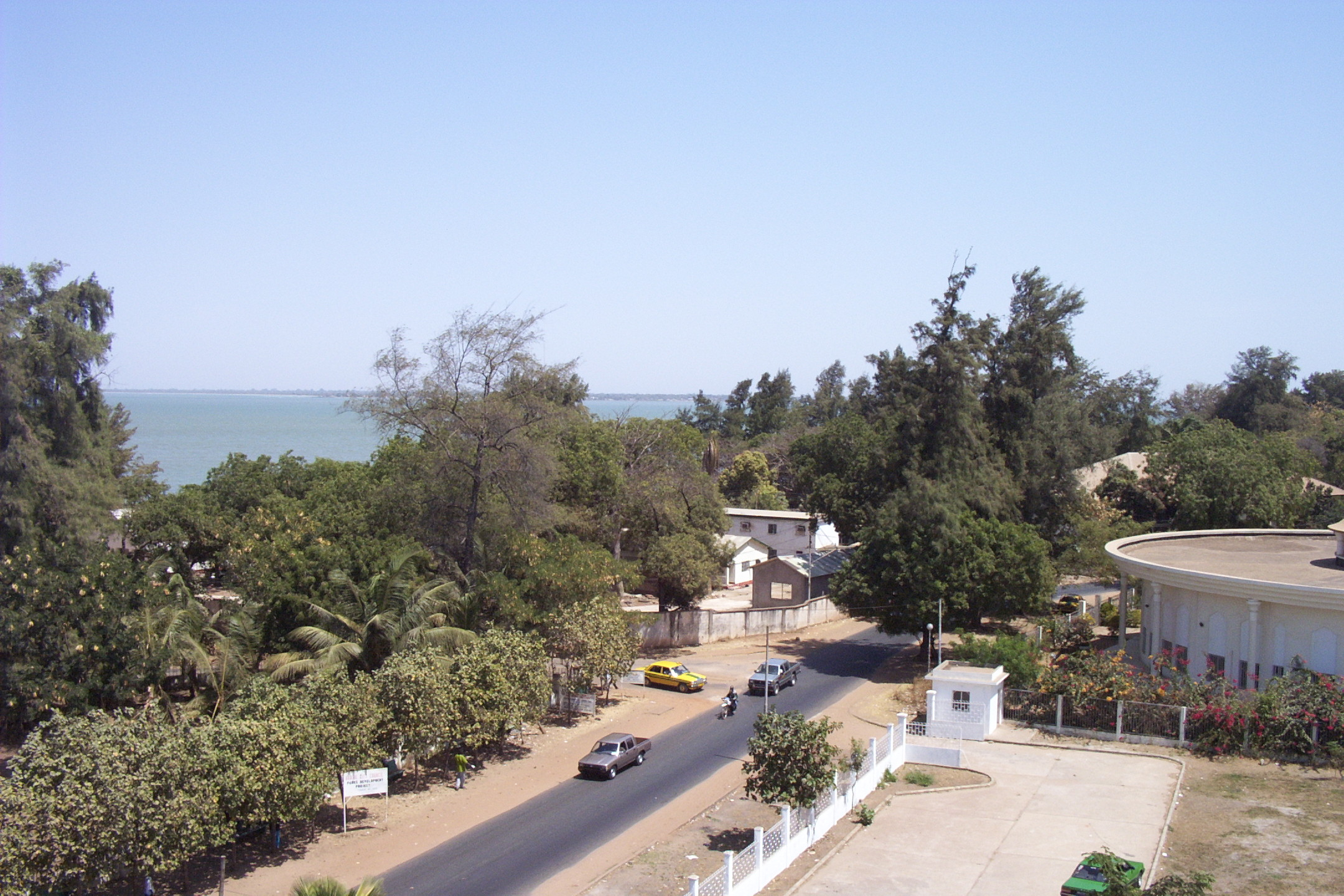
شارع مارينا باريد.

كانت غامبيا - حتى انقلاب عام 1994 - من أقدم الديمقراطيات متعددة الأحزاب في أفريقيا. كانت تجري انتخابات كل خمس سنوات منذ الاستقلال. سيطر حزب الشعب التقدمي برئاسة الرئيس السابق جاوارا على السياسة الغامبية لنحو 30 سنة. بعد قيادة الحركة نحو الاستقلال التام عن بريطانيا، انتخب حزب الشعب التقدمي إلى السلطة، ولم يكن له أي حزب منافس حقيقي. أجريت آخر انتخابات في أبريل 1992.

### العلاقات الخارجية
تتبع غامبيا سياسة عدم الانحياز بصفة رسمية منذ فترة حكم الرئيس السابق داودا جاوارا، وحافظت على علاقات وثيقة مع المملكة المتحدة، السنغال، وبلدان أفريقية أخرى. أدى انقلاب يوليو 1994 إلى توتر العلاقة مع البلاد الغربية، خاصة الولايات المتحدة، والتي علقت حتى عام 2002 أغلب المساعدات الإنسانية وفقا للمادة 508 من قانون المساعدات الخارجية. ومنذ عام 1995، أقام الرئيس جاميه علاقات دبلوماسية مع عدة بلدان أخرى، بما فيها ليبيا، تايوان وكوبا.
تقوم غامبيا بدور نشط في الشؤون الدولية، وخاصة في غرب أفريقيا والشؤون الإسلامية، على الرغم من تمثيلها المحدود في الخارج. بوصفها عضوا في المنظمة الاقتصادية لدول غرب أفريقيا، لعبت غامبيا دورا نشطا في الجهود التي تبذلها المنظمة لتسوية الحروب الأهلية في ليبيريا وسيراليون وساهمت بقوات في المساعدة على وقف إطلاق النار في تلك المناطق. كما سعت للتوسط في النزاعات التي جرت في غينيا بيساو المجاورة ومنطقة كازامانس في السنغال. وقد اعتقدت حكومة غامبيا أن السنغال متواطئة في محاولة الانقلاب الفاشلة في مارس 2006 مما أدى إلى وضع المزيد من الضغوط على العلاقات الغامبية - السنغالية كما تلاه وضع ضغوط أكثر على العلاقات الغامبية - الأمريكية بسبب الوضع المتدهور لحقوق الإنسان هناك.

### القوات المسلحة الغامبية
الجيش الوطني الغامبي يصل عدده إلى نحو 1900 فرد. يتكون الجيش من كتائب المشاة، الحرس الوطني والقوات البحرية، وكلها تحت سلطة وزارة الدولة لشؤون الدفاع. قبل انقلاب عام 1994، تلقى الجيش الغامبي المساعدة التقنية والتدريب من الولايات المتحدة، المملكة المتحدة، جمهورية الصين الشعبية، نيجيريا وتركيا. ومع انسحاب معظم هذه المساعدات، تلقى الجيش مساعدات متجددة من تركيا ومساعدات لأول مرة من ليبيا وغيرها. هذا وقد سمحت غامبيا باستمرار اتفاقية التدريب العسكري مع ليبيا على أن تنتهي في عام 2002.
شاركت القوات المسلحة الغامبية في الحرب الأهلية في ليبيريا التي كانت قد بدأت في 1992. كما شاركت أيضا في عدة عمليات أخرى لحفظ السلام مثل البوسنة، كوسوفو، جمهورية الكونغو الديمقراطية، سيراليون، إريتريا وتيمور الشرقية. كذلك اشتركت غامبيا في قوات حفظ السلام التابعة للأمم المتحدة بعدد 150 جندي في دارفور، السودان. وتقع المسؤولية عن الأمن الداخلي وتنفيذ القانون على عاتق الشرطة الغامبية بقيادة المفتش العام للشرطة ووزير الدولة للشؤون الداخلية.

## الاقتصاد
هي من أفقر الدول في العالم مع معدل وفيات مرتفع. وتقع في المرتبة الأولى بين الدول المتفشية فيها مرض الملاريا. يكاد الفول السوداني أن يكون أحد أهم مصادر الاقتصاد في هذا البلد، ويمثل نحو 80% من صادراتها الخارجية، كما يوجد محاصيل أخرى مثل القطن ونخيل الزيت والأرز، بالإضافة إلى صناعات بسيطة كصناعة الزيوت النباتية وال تعحذية والتي تتركز عموما في العاصمة ومناطق الضواحي، وتعد السياحة رافداً مهما للدخل حيث تشكل 71% من دخل البلاد كما تعتبر الأسماك، التيتانيوم والقصدير من أهم مصادر الثروة الطبيعية في جمهورية غامبيا.
تشجع السياحة على إعطاء المومسات تراخيص ويتم أخذهن بالطائرات إلى المناطق التي يزورها السياح. فهم يدفعون الضرائب ويمارسون مهنتهم بصورة رسمية، بالتراخيص اللازمة، وشهادات صحية، وتجبرهم على تلقي فحوصات جسدية دورية. بسبب الضغط الدولي على غامبيا لمحاربة الدعارة، تقوم السلطات ببعض الحملات ضد هذه التجارة لإقناع المراقبين الدولين أن السلطات الغامبية تحارب الدعارة.

## الدين

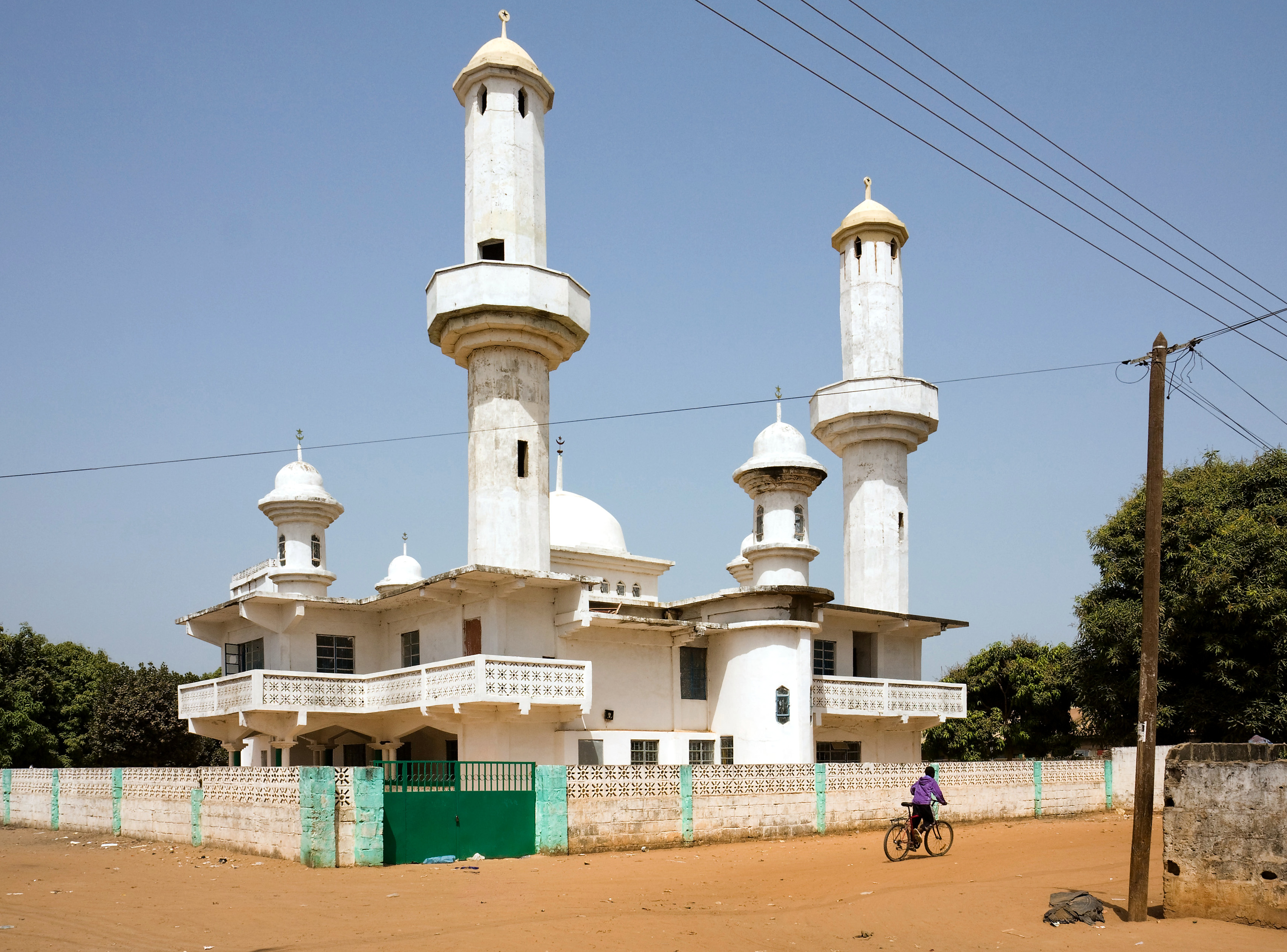
مسجد في فاجي كوندا، غامبيا

تنص المادة 25 من الدستور الغامبي على حماية حق مواطنيها بممارسة أي ديانة يختارونها. في يوم السبت 12 ديسمبر 2015 أعلن رئيس غامبيا أن الإسلام هو الديانة الرسمية للدولة. ثم في 29 يناير 2017 قال الرئيس الجديد آداما بارو أنه سوف يعاد الاسم الرسمي إلى جمهورية غامبيا فقط. يعتبر الإسلام الدين السائد، حيث يتبعه نحو 90% من السكان. يتبع غالبية مسلمي غامبيا المذهب السني وقد أعلن الرئيس تحول بلاده إلى جمهورية إسلامية تخليصاً من ماضيها الاستعماري. تتوقف الحياة الاقتصادية في الأعياد الإسلامية كعيد الأضحى وعيد الفطر.
ينتمي غالبية مسلمي غامبيا إلى المذهب المالكي في الفقه.
أما الجالية المسيحية، ويمثّل المسيحيون نحو 8% من السكان، ويقطنون في الأجزاء الغربية والجنوبية من غامبيا، ويتبع معظمهم الكنيسة الكاثوليكية. توجد طوائف أُخرى صغيرة أخرى كالأنجليكانية والميثودية والمعمدانية والسبتية وشهود يهوه وغيرها. نظراً للهجرة من جنوب آسيا، هناك تواجد للبوذيين والبهائيين. أما بقية السكان، والتي تمثل نسبتهم حوالي 2%، فيدينون بديانات إفريقية أصلية. هناك عدد من الملحدين في غامبيا.

## السكان

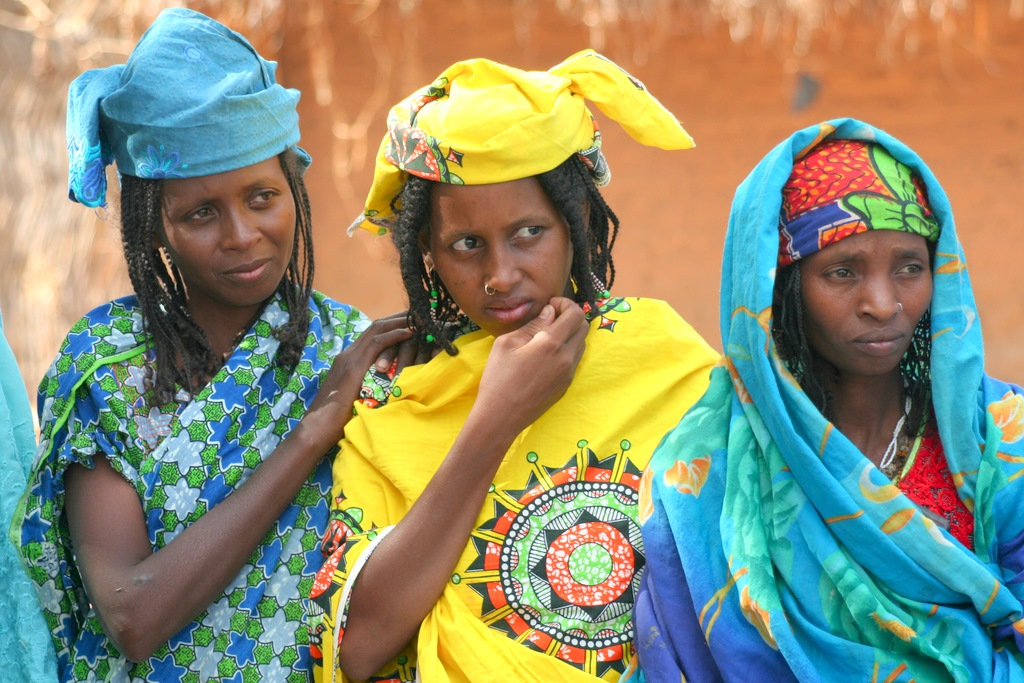
نساء من الفولا

بلغ عدد سكان غامبيا 1.411.205 نسمة سنة 2001. بلغ متوسط أعمار الغامبيين الأقل من 14 عام 45.22% من عدد السكان و 52.13% ما بين 15 و 64 عاماً و 2.65% بين الأكثر من 65 عاماً. تشكل عرقيات الولوف والديولا والماندنغ أهم الأعراق في هذا البلد، كما توجد أقليات عرقية أخرى مثل العرب، يتركز السكان بمعظمهم في الأرياف على ضفاف النهر وتبلغ نسبة الكثافة نحو 80 نسمة في الكيلومتر المربع 

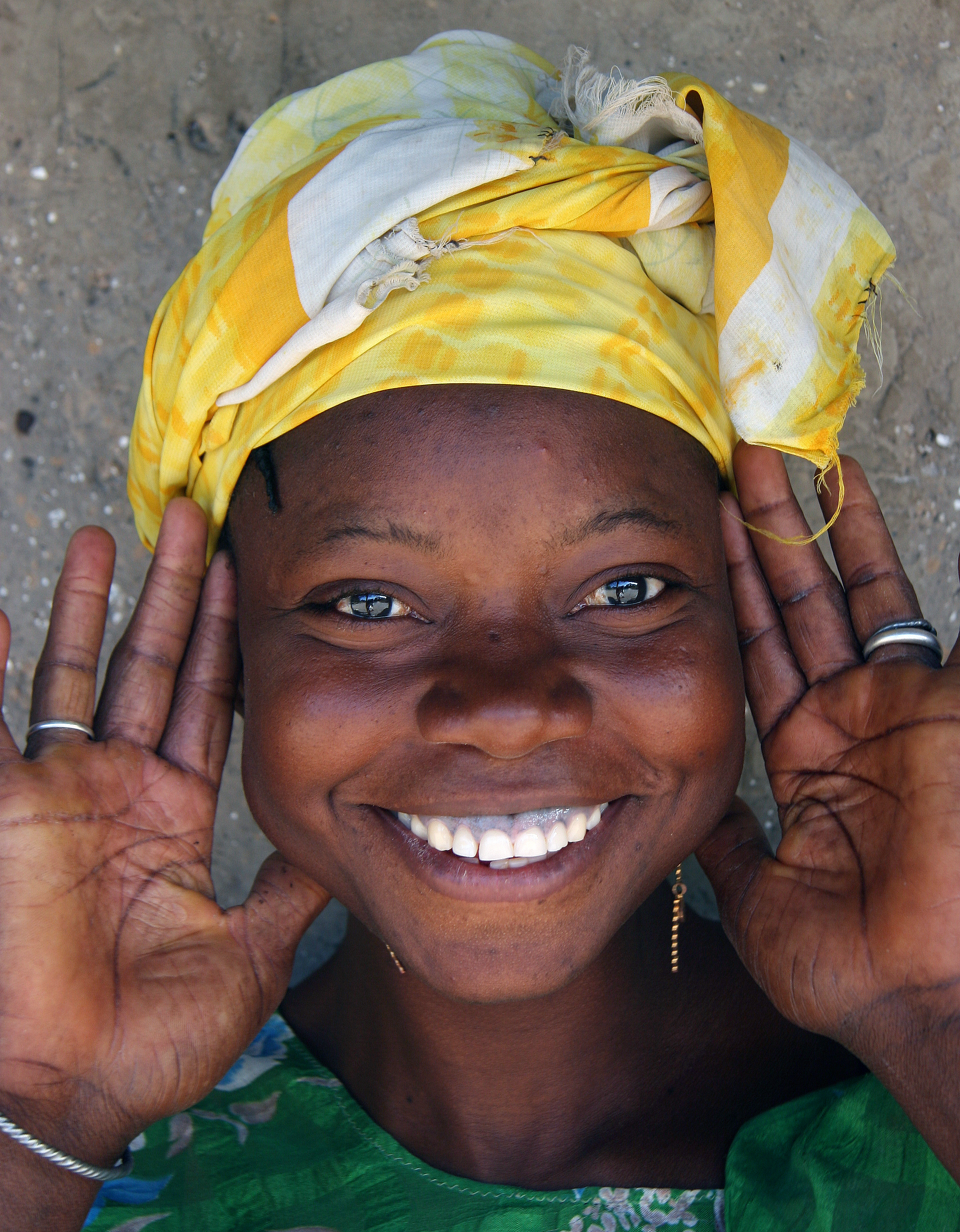
فتاة غامبية

سكان غامبيا، على عمومهم مليون ونصف مليون يتركزون في المناطق الغربية أكثر، نسبة لوجود مناطق الإنتاج والعمل فيها. وأهم القبائل في غامبيا هي الماندنكا ويمثلون نسبة 40 من السكان وقد انحدروا من وادي النيل بمنطقة فوتاجلون، وهم شعب له نشاط في التجارة والزراعة، ولغتهم هي اللغة الغالبة في البلد، ونظامهم الاجتماعي القديم كان قائما على أساس طبقي يميز المجتمع الماندي في أربع طبقات. تتميز غامبيا بتداخل قبائلها مع قبائل السنغال واشتراكها مع السنغال في الإرث الحضاري – الإسلامي كما اشتركتا في الإرث التقليدي الإفريقي، أهم العرقيات في البلاد هي: الولوف فيمثلون 20% من السكان، وجذورهم من منطقة جلون وحاكمها يورياجالون كان يدير كل الأراضي بين غامبيا والسنغال أما نظام مجتمع الولوف، فهو ينقسم إلى نظام أسر، منهم الأسرة الملكية، والأحرار، والمحررون، والعبيد، وهنالك تزاوج بين هذه الطبقات العليا والسفلى. تهتم قبيلة الولوف بالتعليم، الأمر الذي جعل معظمهم مثقفين يعملون بالوظائف الحكومية.الفولانيون هنالك روايات كثيرة متعلقة بأصل الفولانيين، أرجحها أن يكونوا من أصل منطقة غرب أفريقيا، بما فيها غامبيا وغينيا ومالي الحالية (منطقة فوتاجلون) وهم من الأوائل الذين أدخلوا الإسلام في غرب إفريقيا – أما الذين جاؤوا طالبين الحماية من ملوك الماندنكا، فهم مسلمون كانوا يرعون مواشي الماندنكا مقابل الحماية. ونسبة الفولانيين في غامبيا تصل 20%.
وهم ينتشرون في جميع دول غرب إفريقيا، كما نجدهم في جميع أنحاء إفريقيا، والنظام الاجتماعي الفولاني يقوم على أركان أسرية طبقية هي:
العشائر: وهي أربعة أساسية متفرعة، يقوم نشاط الفولايين الاقتصادي على تربية المواشي (الرعي) والحضريون منهم يمارسون تجارة متصلة أحيانا بالثروة الحيوانية، وحيناً آخر بالتجارة العامة والحرة. الجولا وهم يسكنون في محافظة فوتي في القسم الغربي من نهر غامبيا – ولهم معتقدات وثنية، وهم شعب مجد في العمل، يحب العمل الصناعي الخفيف، وإنتاج العسل، وصنع المشروبات الروحية، ونسبة للقوة التي يتمتعون بها فهم يقومون بخدمة المنازل.
السرخولي (السوننكي) أو (الماركا) ويمثلـون القبيلة الخامسة من حيث الحجم، وينتشرون في أكثر دول غرب إفريقيا حيث يسكنون في شكل مجموعات صغيرة في السنغال، وموريتانيا وغينيا، وبوركينا فاسو، أما في مالي فلهم وجود مقدر، وهم مؤسسو إمبراطورية غانا القديمة، وقد انتشروا نتيجة انهيار مملكتهم، واتجهوا إلى شتى بقاع غرب إفريقيا تجارا ومزارعين يسكنون في غامبيا في «أعالي النهر» ورغم قلتهم فإن لهم دورا كبيرا يلعبونه في غامبيا تجاريا واقتصاديا زراعيا.

### أرقام
- معدل العمر لدى الرجال: 52 سنة (سنة 2001)
- معدل العمر لدى النساء: 56 سنة (سنة 2001)
- نسبة التزايد السكاني: 3.14 % (سنة 2001)
- نسبة ولادات: 41.76 ‰ (سنة 2001)
- نسبة الوفيات: 12.92 ‰ (سنة 2001)
- نسبة الوفيات عند الأطفال: 77.84 ‰ (سنة 2001)
- معدل الخصوبة: 5.7 طفل/امرأة (سنة 2001)
- نسبة الهجرة: 2.59 ‰ (سنة 2001)

## الثقافة
يعرف الغامبيون بتميزهم بالموسيقى والرقص. مع أن غامبيا هي أصغر دولة مساحة على البر الرئيسي بالقارة الإفريقية، فإن ثقافتها ناتجة عن مؤثرات متعددة ومتباينة. حدود الدولة مرسومة حول قطاع ضيق على ضفتي نهر الغامبيا، وهو نهر لعب دورا أساسيا في تاريخ ومصير الدولة، ويعرف محليا ب«النهر». بدون حدود طبيعية، أصبحت غامبيا موطنا لمعظم المجموعات العرقية في غرب أفريقيا، وبالأخص السنيغال. للأوروبيين دور أساسي في تاريخ غامبيا بسبب عرض النهر المناسب للملاحة إلى قلب أفريقيا، والذي جعل من المنطقة من أكثر المواقع ربحا في تجارة العبيد بين القرن الخامس عشر والسابع عشر. (كما وكانت منطقة إستراتيجية لمنع تجارة العبيد بعد إلغائها في القرن التاسع عشر.) انتشر تاريخ غامبيا في العالم عبر رواية الجذور للمؤلف الأمريكي أليكس هيلي، والذي تم إنشاء مسلسل تلفزيوني منها.

### الإعلام

#### الرقابة
ذكر تقرير حديث لمنظمة العفو الدولية بأن «المحامين مترددون من الدفاع عن قضايا حقوق إنسان خوفا من أعمال انتقامية، كما أن عائلات الضحايا تخاف من التحدث. وأما الإعلام فيمارس الرقابة الذاتية خوفا من الاعتقالات والغرامات والتهديدات بالعنف التي يتعرض لها المتهمون بانتقاد الحكومة. كما وأن ظاهرة التظاهرات العامة قد انتهت بالكامل».
تتهم أوساط عدة الحكومة بالتضييق على حرية التعبير. في عام 2002 تم إنشاء لجنة من صلاحياتها سحب التصاريح وحبس الصحفيين. وفي 2004 تم تشريع أحكام بالسجن لتهم القذف والذم بالإضافة إلى سحب رخص الطباعة أو الإذاعة.
منذ محاولة الانقلاب تعاني غامبيا من تقييد حرية الصحافة حسب المنظمات الدولية، ففي يونيو 2006 اعتقل ثلاثة صحفيين غامبيين تم سجنهم بتهمة انتقاد السياسة الاقتصادية للحكومة وادعائهم بأن وزير الداخلية السابق ورئيس جهاز الأمن كانا من بين المتآمرين.
و اغتيل دايدا هيدارا رئيس تحرير صحيفة The Point رمياً بالرصاص في ظل ظروف غامضة، بعد أيام من سريان مفعول تشريع عام 2004. ارتفعت رسوم الترخيص للصحف والمحطات الإذاعية، المحطات الوطنية فقط تخضع لرقابة مشددة من قبل الحكومة. كما اتهمت منظمة مراسلون بلا حدود الدولة البوليسية للرئيس الغامبي باستعمال القتل والتهديد والاعتقالات غير القانونية وغيرها من الأساليب ضد الصحفيين.

## مواصلات
- خطوط الهاتف الأرضي: 76 400 (سنة 2007)
- خطوط الهاتف المحمول: 5624 (سنة 2000)
- أجهزة المذياع : 196.000 (سنة 1997)
- أجهزة التلفزيون : 5000 (سنة 2000)
- مستعملو الإنترنت : 100.200 (سنة 2007)
- عدد مزودي خدمات الإنترنت : 2 (سنة 2001)

### نقل
- الطرق البرية: 3742 كم (منها 723 كم مزفتة) (سنة 2004)
- سكك الحديدية : 0 كم
- خطوط الملاحة المائية : 400 كم
- عدد المطارات : 1 (مطار بانجول يوندوم الدولي Banjul yundum international)

## الرياضة
المنتخب الوطني لكرة القدم المسمى العقارب (بالإنجليزية: The scorpions) بدأ دخول تصفيات كاس العالم وبطولة الأمم الأفريقية بعد الاستقلال عن المملكة المتحدة عام 1965. لم يسبق له التأهل إلى بطولة كأس العالم لكن وصلت لأول مرة في تاريخها إلى كأس الأمم الأفريقية عام 2022 في الكاميرون. زي المنتخب الغامبي لكرة القدم يتكون الألوان المستخدمة في العلم الوطني للبلد وهو قميص باللون الأحمر مع شورت أزرق وشراب أخضر.
| أعداد لاعبي الكرة في غامبيا               |        |
| عدد لاعبي الكرة في غامبيا                 | 68.030 |
| عدد اللاعبين المسجلين في قائمة الفيفا     | 4.530  |
| عدد اللاعبين غير المسجلين في قائمة الفيفا | 63.500 |
| عدد النوادي الرياضية                      | 51     |

- غامبيا في الألعاب الأولمبية
- منتخب غامبيا لكرة القدم

## المناخ
مناخ غامبيا مداري بصفة عامة، فهو حار رطب مطير من يونيو إلى نوفمبر، وبارد جاف من نوفمبر إلى مايو.
| البيانات المناخية لـغامبيا | البيانات المناخية لـغامبيا | البيانات المناخية لـغامبيا | البيانات المناخية لـغامبيا | البيانات المناخية لـغامبيا | البيانات المناخية لـغامبيا | البيانات المناخية لـغامبيا | البيانات المناخية لـغامبيا | البيانات المناخية لـغامبيا | البيانات المناخية لـغامبيا | البيانات المناخية لـغامبيا | البيانات المناخية لـغامبيا | البيانات المناخية لـغامبيا | البيانات المناخية لـغامبيا |
| الشهر | يناير                      | فبراير                     | مارس                       | أبريل                      | مايو                       | يونيو                      | يوليو                      | أغسطس                      | سبتمبر                     | أكتوبر                     | نوفمبر                     | ديسمبر                     | المعدل السنوي              |
| --- | -------------------------- | -------------------------- | -------------------------- | -------------------------- | -------------------------- | -------------------------- | -------------------------- | -------------------------- | -------------------------- | -------------------------- | -------------------------- | -------------------------- | -------------------------- |
| الدرجة القصوى °م (°ف) | 37.2 (99.0)                | 38.9 (102.0)               | 40.6 (105.1)               | 41.1 (106.0)               | 41.1 (106.0)               | 37.8 (100.0)               | 33.9 (93.0)                | 33.3 (91.9)                | 34.4 (93.9)                | 37.2 (99.0)                | 35.6 (96.1)                | 35.6 (96.1)                | 41.1 (106.0)               |
| متوسط درجة الحرارة الكبرى °م (°ف) | 31.7 (89.1)                | 33.5 (92.3)                | 33.9 (93.0)                | 33.0 (91.4)                | 31.9 (89.4)                | 31.9 (89.4)                | 30.8 (87.4)                | 30.2 (86.4)                | 31.0 (87.8)                | 31.8 (89.2)                | 32.7 (90.9)                | 31.9 (89.4)                | 32.0 (89.6)                |
| متوسط درجة الحرارة الصغرى °م (°ف) | 15.7 (60.3)                | 16.6 (61.9)                | 17.9 (64.2)                | 18.8 (65.8)                | 20.3 (68.5)                | 22.9 (73.2)                | 23.6 (74.5)                | 23.3 (73.9)                | 22.6 (72.7)                | 22.2 (72.0)                | 18.8 (65.8)                | 16.2 (61.2)                | 19.9 (67.8)                |
| أدنى درجة حرارة °م (°ف) | 7.2 (45.0)                 | 10.0 (50.0)                | 11.7 (53.1)                | 12.2 (54.0)                | 13.9 (57.0)                | 18.3 (64.9)                | 20.0 (68.0)                | 20.0 (68.0)                | 17.2 (63.0)                | 16.1 (61.0)                | 12.2 (54.0)                | 8.9 (48.0)                 | 7.2 (45.0)                 |
| معدل هطول الأمطار مم (إنش) | 0.5 (0.02)                 | 0.0 (0.0)                  | 0.0 (0.0)                  | 0.0 (0.0)                  | 1.3 (0.05)                 | 62.7 (2.47)                | 232.4 (9.15)               | 346.8 (13.65)              | 255.1 (10.04)              | 75.8 (2.98)                | 1.6 (0.06)                 | 0.7 (0.03)                 | 976.9 (38.46)              |
| متوسط الأيام الممطرة | 0                          | 0                          | 0                          | 0                          | 0                          | 5                          | 14                         | 19                         | 16                         | 6                          | 0                          | 0                          | 60                         |
| متوسط الرطوبة النسبية (%) | 47                         | 47                         | 50                         | 58                         | 67                         | 73                         | 81                         | 85                         | 84                         | 80                         | 69                         | 55                         | 67                         |
| ساعات سطوع الشمس الشهرية | 207.7                      | 237.3                      | 266.6                      | 252.0                      | 229.4                      | 201.0                      | 182.9                      | 189.1                      | 183.0                      | 217.0                      | 246.0                      | 210.8                      | 2٬622٫8                    |
| ساعات سطوع الشمس اليومية | 6.7                        | 8.4                        | 8.6                        | 8.4                        | 7.4                        | 6.7                        | 5.9                        | 6.1                        | 6.1                        | 7.0                        | 8.2                        | 6.8                        | 7.2                        |
| المصدر #1: المنظمة العالمية للأرصاد الجوية |                            |                            |                            |                            |                            |                            |                            |                            |                            |                            |                            |                            |                            |
| المصدر #2: الأرصاد الجوية الألمانية "Klimatafel von Banjul-Yundum (Flugh.) / Gambia" (PDF). Baseline climate means (1961-1990) from stations all over the world (بالألمانية). Deutscher Wetterdienst. Archived from the original (PDF) on 2019-03-30. Retrieved 2016-06-10.</ref> |                            |                            |                            |                            |                            |                            |                            |                            |                            |                            |                            |                            |                            |

## وصلات خارجية
- غامبيا على موقع الموسوعة البريطانية (الإنجليزية)
- غامبيا على موقع الموسوعة البريطانية (الإنجليزية)

الحكومة
- قصر الرئاسة ومكتب الرئيس
- رئيس الدولة وأعضاء مجلس الوزراء

معلومات عامة
- موقع خطوط غامبيا الجوية
- The Gambia - موقع شامل عن غامبيا
- غامبيا من UCB Libraries GovPubs
- غامبيا على مشروع الدليل المفتوح

رياضة
- Gambia Sports أخبار غامبيا الرياضية
- معلومات عن اتحاد الكرة الغامبى
- موقع غامبيا في منظمة الامم الاقريقية